# Protopin
Protopin ist eine organische Verbindung und ein Alkaloid, das insbesondere in Mohngewächsen vorkommt.

## Vorkommen

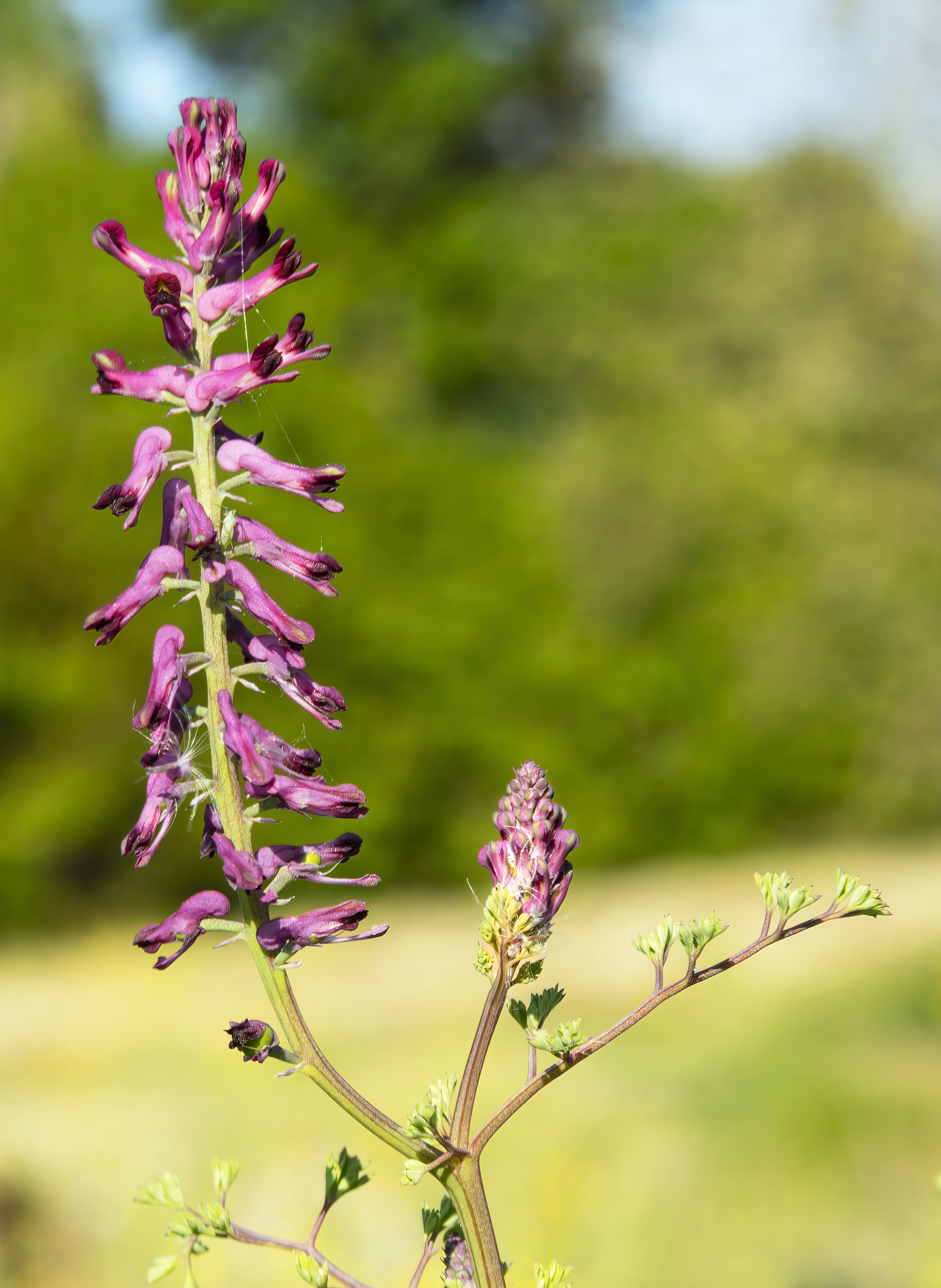
Gewöhnlicher Erdrauch

Protopin ist ein weit verbreitetes pflanzliches Alkaloid. Es kommt in der Gattung Berberitzen (Berberis) sowie in vielen Gattungen der Familie Mohngewächse (Papaveraceae) und der zugehörigen Unterfamilie Erdrauchgewächse (Fumariaceae) vor. Dazu gehören beispielsweise der gewöhnliche Erdrauch und der Ranken-Erdrauch aus der Gattung Fumaria, Corydalis ternata und Corydalis meifolia aus der Gattung Lerchensporne und das Schöllkraut (Chelidonium majus).

## Biosynthese
Protopin wird über den gleichen Biosyntheseweg gebildet wie die Benzylisochinolin-Alkaloide. Dieser geht von Tyrosin aus und führt über Norcoclaurin, Coclaurin und Reticulin zu Scoulerin. Beim Reticulin und Scoulerin zweigen diverse andere Synthesewege ab, zu Noscapin, Berberin und Morphin. Die Biosynthese von Protopin verläuft vom Scoulerin weiter über Cheilanthifolin und Stylopin. Protopin wiederum ist Vorläufer in der Biosynthese von Dihydrosanguinarin und Sanguinarin.